# Hôtel Nepveu de Rouillon
L'hôtel Nepveu de Rouillon est un monument situé dans la commune française du Mans dans le département de la Sarthe et la région Pays de la Loire.

## Historique
L'édifice a été bâti au cours du XVIIIe siècle pour le seigneur de Rouillon et maire du Mans Pierre Nepveu. Mathurin II Ribailler, architecte et entrepreneur, l'a sans doute construit.
Les façades, les toitures et la cage d'escalier avec la rampe en fer forgé sont classées au titre des monuments historiques par arrêté du 2 décembre 1946.

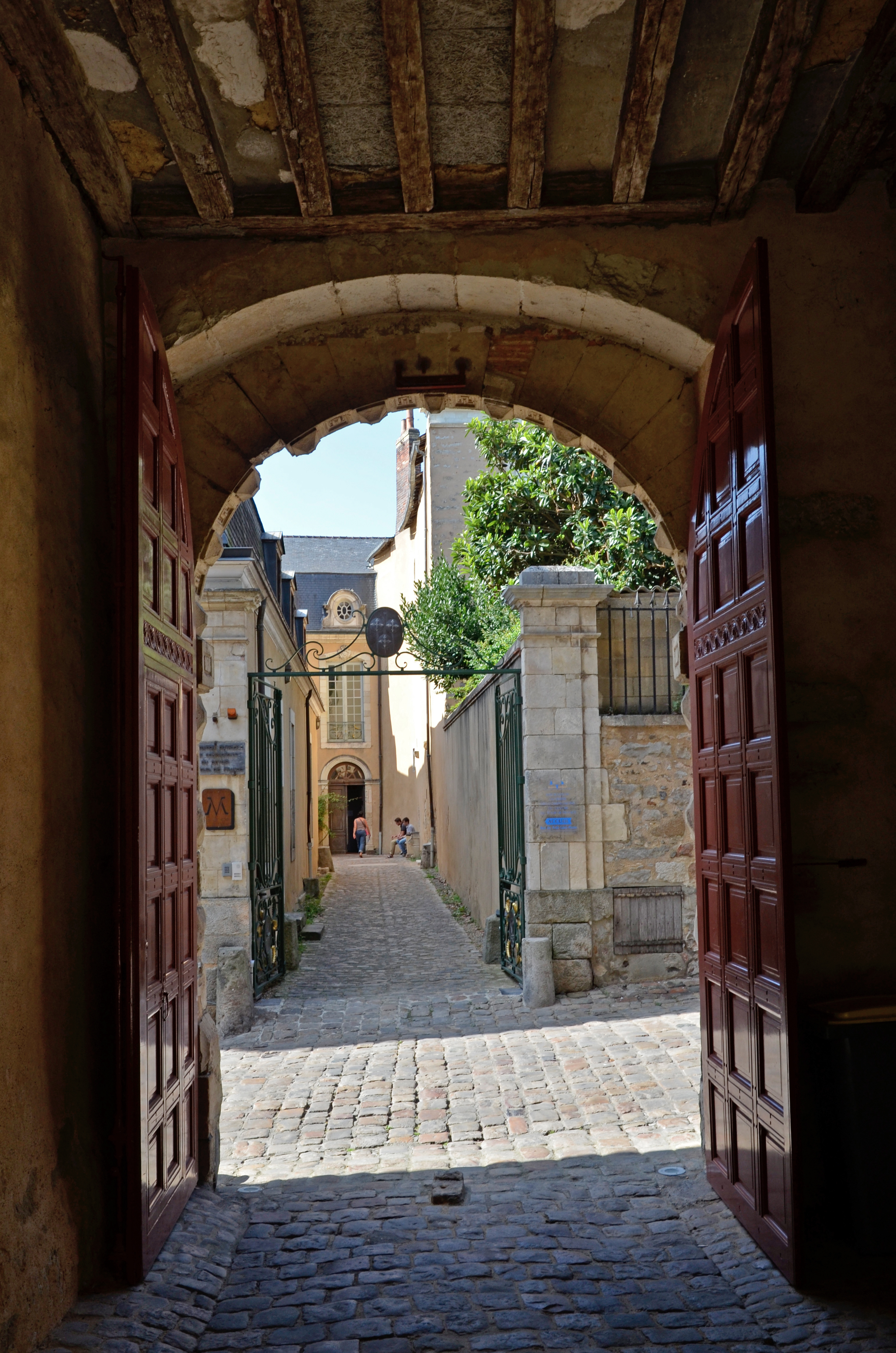
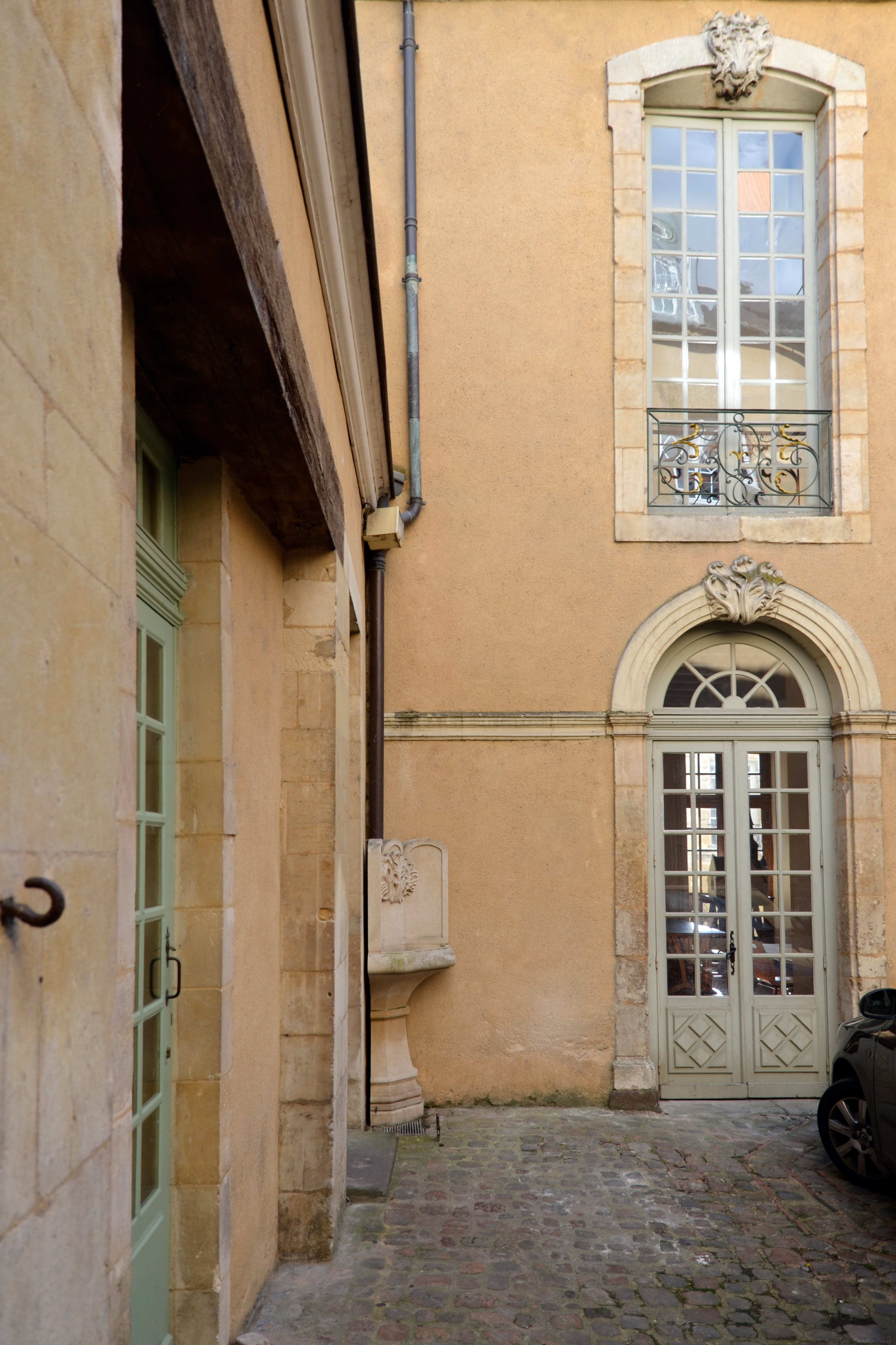
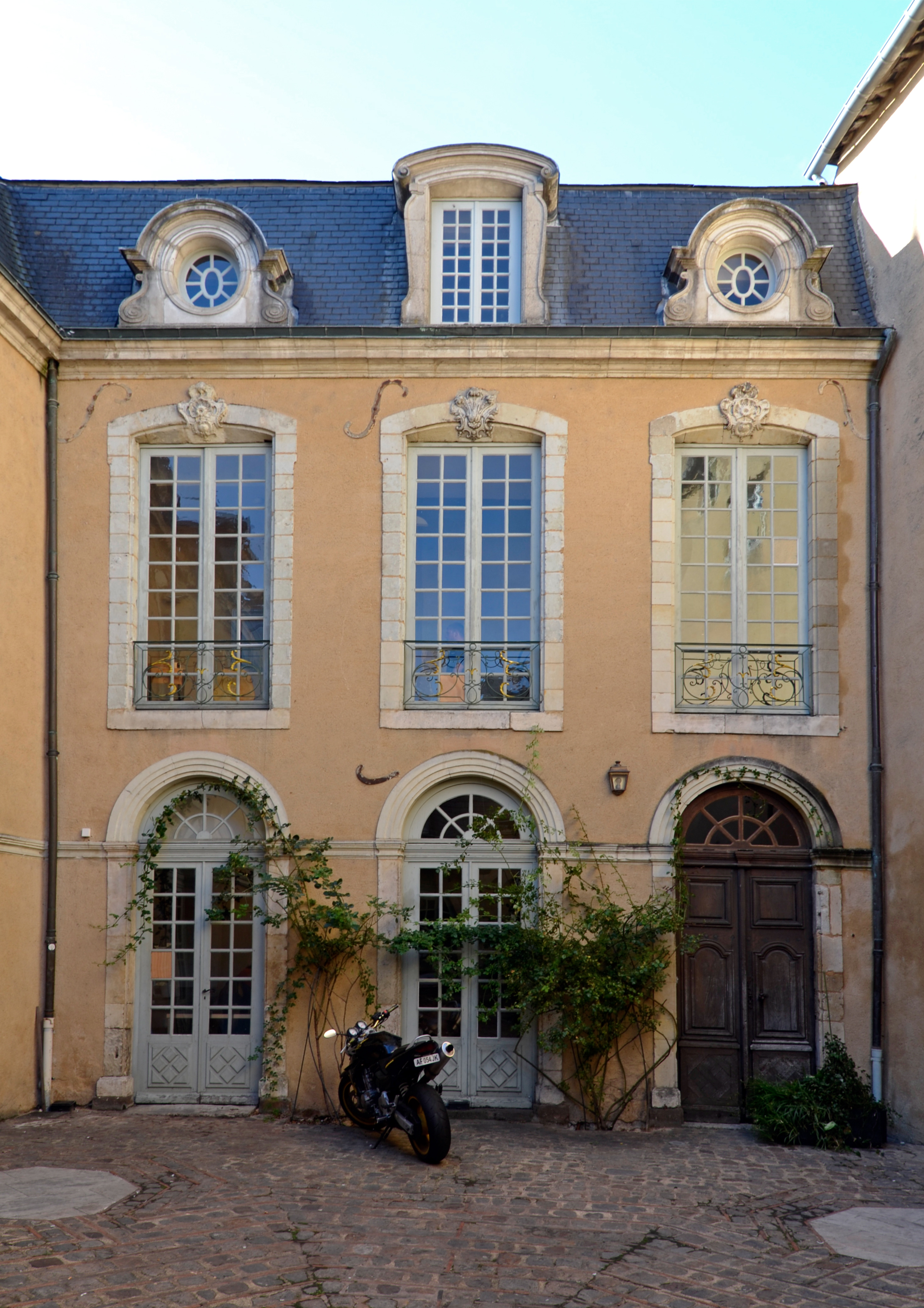